# ارس کاماروف
ارس کاماروف (نام علمی: Juniperus komarovii) نام یک گونه از سرده ارس است.